# Javier Mena
Javier Alexander Mena Mosquera (Apartadó, 31 dicembre 2004) è un calciatore colombiano, difensore del Rionegro Águilas.

## Carriera

### Club
Cresciuto nel settore giovanili del Rionegro Águilas, il 18 settembre 2023 debutta in campionato, nel pareggio per 1-1 contro l'Atlético Huila.

## Statistiche

### Presenze e reti nei club
Statistiche aggiornate al 25 maggio 2025.
| Stagione        | Squadra          | Campionato      | Campionato | Campionato | Coppe nazionali | Coppe nazionali | Coppe nazionali | Coppe continentali | Coppe continentali | Coppe continentali | Altre coppe | Altre coppe | Altre coppe | Totale | Totale |
| Stagione        | Squadra          | Comp            | Pres       | Reti       | Comp            | Pres            | Reti            | Comp               | Pres               | Retin              | Comp        | Pres        | Reti        | Pres   | Reti   |
| --------------- | ---------------- | --------------- | ---------- | ---------- | --------------- | --------------- | --------------- | ------------------ | ------------------ | ------------------ | ----------- | ----------- | ----------- | ------ | ------ |
| 2023            | Rionegro Águilas | A               | 1          | 0          | CC              | 0               | 0               | -                  | -                  | -                  | -           | -           | -           | 1      | 0      |
| 2024            | Rionegro Águilas | A               | 8+17       | 0          | CC              | 2               | 0               | -                  | -                  | -                  | -           | -           | -           | 27     | 0      |
| 2025            | Rionegro Águilas | A               | 18         | 0          | CC              | 3               | 0               | -                  | -                  | -                  | -           | -           | -           | 21     | 0      |
| Totale carriera | Totale carriera  | Totale carriera | 44         | 0          |                 | 5               | 0               |                    | -                  | -                  |             | -           | -           | 49     | 0      |